# Episodi de La mia vita con Derek (terza stagione)
| nº | Titolo originale                 | Titolo italiano                 | Prima TV Canada   | Prima TV Italia |
| -- | -------------------------------- | ------------------------------- | ----------------- | --------------- |
| 1  | Two Timing Derek                 | Ottimo tempismo, Derek!         | 11 maggio 2007    |                 |
| 2  | It's Our Party                   | È la nostra festa               | 18 maggio 2007    |                 |
| 3  | Misadventures in Babysitting     | Le disavventure del babysitting | 31 maggio 2007    |                 |
| 4  | Slacker Mom                      | Super mamma                     | 23 giugno 2007    |                 |
| 5  | Power Failure                    | Doppio potere                   | 7 luglio 2007     |                 |
| 6  | Don't Take a Tip From Me         | Una coppia di camerieri         | 21 luglio 2007    |                 |
| 7  | The Bully Brothers               | Fratelli bulli                  | 28 luglio 2007    |                 |
| 8  | Home Movies                      | Famiglie allargate              | 5 agosto 2007     |                 |
| 9  | Show-Off-Tune                    | Il musical                      | 11 agosto 2007    |                 |
| 10 | Summer School Blues              | Il recupero estivo              | 26 agosto 2007    |                 |
| 11 | Grade A Cheater                  | Un grado del truffatore         | 11 settembre 2007 |                 |
| 12 | Adiós Derek                      | Addio Derek                     | 25 settembre 2007 |                 |
| 13 | Fright Night                     | Un grido nella notte            | 15 ottobre 2007   |                 |
| 14 | Sixteen Sparklungs               | Il compleanno di Derek          | 5 novembre 2007   |                 |
| 15 | When Derek Met Sally             | Quando Derek incontra Sally     | 26 novembre 2007  |                 |
| 16 | A Very Derekus Christmas         | Il Derek-ale                    | 3 dicembre 2007   |                 |
| 17 | Ivanwho?                         | Ivan... chi?                    | 7 gennaio 2008    |                 |
| 18 | Rumor Mill                       | San Valentino                   | 11 febbraio 2008  |                 |
| 19 | Derek Un-Done                    | Segnali confusi                 | 3 marzo 2008      |                 |
| 20 | Not So Sweet 16                  | Un compleanno diverso           | 7 aprile 2008     |                 |
| 21 | Driving Lessons                  | La patente                      | 19 aprile 2008    |                 |
| 22 | Make No Prom-ises                | Non fare promesse               | 19 maggio 2008    |                 |
| 23 | Cheerleader Casey                | Provini                         | 2 giugno 2008     |                 |
| 24 | Allergy Season                   | La stagione delle allergie      | 16 giugno 2008    |                 |
| 25 | Things That Go Bump in the Night | La fuga                         | 29 giugno 2008    |                 |
| 26 | Derek's School of Dating         | Scuola di seduzione             | 5 luglio 2008     |                 |

## Ottimo tempismo, Derek!
- Titolo originale: Two Timing Derek
- Diretto da: Steve Wright
- Scritto da: Daphne Ballon

### Trama
Casey chiede a Emily, informatissima sulle storie d'amore della scuola, se Max, il ragazzo che ha conosciuto alla sua festa, è single.
- Guest star: Arnold Pinnock (Paul), Lauren Collins (Kendra), Robbie Amell (Max), Shadia Simmons (Emily)
- Altri interpreti: Everett Smith (Keigan), Lara Amersey (Lucy)

## È la nostra festa
- Titolo originale: It's Our Party
- Diretto da: Paul Fox
- Scritto da: Jeff Biederman

### Trama
Mentre George e Nora organizzano la festa di compleanno di Edwin e Lizzie, Casey chiede a Derek informazioni sullo sport perché è stata invitata da Max a seguire una partita di football.
- Guest star: Lauren Collins (Kendra), Robbie Amell (Max)
- Altri interpreti: Aidan Bucks (ragazzo della festa), Hannah Lochner (Michelle), Keir Gilchrist (Jamie)

## Le disavventure del babysitting
- Titolo originale: Misadventures in Babysitting
- Diretto da: Paul Fox
- Scritto da: Al Schwartz

### Trama
Casey e Derek sono incaricati dai genitori di fare i babysitter ai fratelli più piccoli: peccato che Edwin abbia invitato Teddy, un suo amico piuttosto bullo.
- Guest star: Cameron Ansell (Teddy), Lauren Collins (Kendra), Robbie Amell (Max), Shadia Simmons (Emily)

## Supermamma
- Titolo originale: Slacker Mom
- Diretto da: Paul Fox
- Scritto da: Jeff Biederman

### Trama
Nora lascia il lavoro per dedicarsi completamente alla famiglia ma prende un impegno, quello di allestire la fiera scolastica, al quale teme di non riuscire a far fronte.
- Guest star: Robbie Amell (Max), Shadia Simmons (Emily)

## Doppio potere
- Titolo originale: Power Failure
- Diretto da: Paul Fox
- Scritto da: Jeff Biederman

### Trama
Il preside Lassiter nomina Derek e Sheldon supervisori dei corridoi.
Derek prende talmente sul serio l'incarico che rischia di perdere l'amiciza di Ralf e Sam, così chiede a Casey di aiutarlo.
- Guest star: Michael Kanev (Tinker), Robbie Amell (Max), Shadia Simmons (Emily)
- Altri interpreti: Cole Starr (Derek da piccolo), Hannah Lochner (Michelle)

## Una coppia di camerieri
- Titolo originale: Don't Take a Tip From Me
- Diretto da: Craig Pryce
- Scritto da: Bernice Vanderlaan

### Trama
Casey e Derek vengono assunti come camerieri nello stesso locale, lo Smelly Nelly.
Casey viene licenziata perché è parecchio goffa nel servire ai tavoli, così Derek le impartisce un corso per farle acquistare più sicurezza.

## Fratelli bulli
- Titolo originale: The Bully Brothers
- Diretto da: Craig Pryce
- Scritto da: Bernice Vanderlaan

### Trama
Edwin confida a Derek di avere un problema con un bulletto, ma persino Derek si tira indietro quando scopre che il suo fratello maggiore era bullo con lui.
- Guest star: Kit Weyman (Sam), Robbie Amell (Max)
- Altri interpreti: Cole Starr (Derek da piccolo), Dylan Taylor (Ryan)

## Famiglie allargate
- Titolo originale: Home Movies
- Diretto da: Craig Pryce
- Scritto da: Jeff Biederman

### Trama
Casey deve realizzare un video sulla sua famiglia per il corso di sociologia e vuole che tutti si comportino da famiglia perfetta, anche non riuscendo nell'intento.
- Altri interpreti: Derek Moran (Andrew)

## Il musical
- Titolo originale: Show-Off-Tune
- Diretto da: Craig Pryce
- Scritto da: Jeff Biederman

### Trama
Casey e Noel sono i protagonisti del musical scolastico, mentre Derek vuole fare il buffone per prendersi tutti i meriti.
- Guest star: Adam Butcher (Noel), Robbie Amell (Max), Shadia Simmons (Emily)
- Altri interpreti: Rebecca Northan (professoressa Zeldin), Valentin Mirosh (Wendel)

## Il recupero estivo
- Titolo originale: Summer School Blues
- Diretto da: Craig Pryce
- Scritto da: Brian Hartigan

### Trama
Le vacanze estive sono arrivate: Casey fa l'animatrice della classe di Marti nella simulazione di un campeggio, mentre Derek è costretto a frequentare il corso di recupero estivo di fisica.
- Altri interpreti: Amari Myles (Carlos), Benjamin Morehead (Jack), Jeremy Wright (professor Nod), Mathew Costa Parke(Nathan), Michael Costa Parke (Nick), Olivia Ballantyne (Brooke)

## L'arte dell'imbroglio
- Titolo originale: Grade A Cheater
- Diretto da: Craig Pryce
- Scritto da: Graham Seater e Michael Seater

### Trama
Con un imbroglio Derek riesce a scambiare la sua verifica di algebra con quella di Casey, la quale deve motivare all'insegnante il brutto voto dicendo di essere distratta dal suo fidanzato Max.
- Altri interpreti: Christopher Bolton (professor Gilmour)

## Addio Derek
- Titolo originale: Adiós Derek
- Diretto da: Paul Fox
- Scritto da: Jeff Biederman

### Trama
Abbey, la madre di Derek, propone al figlio di seguirla in Spagna.
Inizialmente Derek è contento di partire, ma poi ha un ripensamento.
- Guest star: Jennifer Wigmore (Abbey)
- Altri interpreti: Lucy Filippone (professoressa Sanchez)

## Un grido nella notte
- Titolo originale: Fright Night
- Diretto da: Paul Fox
- Scritto da: Brian Hartigan

### Trama
Casey e Derek avviano una guerra degli scherzi per vedere chi dei due ha più fifa.

## Il compleanno di Derek
- Titolo originale: Sixteen Sparkplugs
- Diretto da: Ben Weinstein
- Scritto da: Daphne Ballon

### Trama
Derek compie sedici anni e la sua famiglia gli sta organizzando una festa a sorpresa.
Intanto, Casey cerca di procurare un'automobile nuova al fratello.

## Quando Derek incontra Sally
- Titolo originale: When Derek Met Sally
- Diretto da: Ben Weinstein
- Scritto da: Daphne Ballon

### Trama
Allo Smelly Nelly arriva Sally, una nuova cameriera, della quale Derek si invaghisce.
- Guest star: Robert Clark (Patrick)

## Il Derek-ale
- Titolo originale: A Very Derekus Christmas
- Diretto da: Steve Wright
- Scritto da: Daphne Ballon

### Trama
I Venturi festeggiano Natale con un'ospiste di eccezione: Marge, la zia di George.
I genitori sono tristi per la partenza dei figli, ma la neve li costringe a stare a casa.
- Guest star: Barbara Gordon (zia Marge)

## Ivan... chi?
- Titolo originale: Ivanwho?
- Diretto da: Craig Pryce
- Scritto da: Brian Hartigan

### Trama
Casey è delusa dal comportamento di Max perché non è un cavaliere come il protagonista del romanzo Ivanhoe.
- Altri interpreti: Camden Angelis (Clara)

## San Valentino
- Titolo originale: Rumor Mill
- Diretto da: Craig Pryce
- Scritto da: Sarah Glinski

### Trama
È San Valentino e Kendra pretende che Derek le faccia un regalo, anche se si sono lasciati.
Intanto, Casey ha delle divergenze con Max.

## Segnali confusi
- Titolo originale: Derek Un-Done
- Diretto da: Craig Pryce
- Scritto da: Sarah Glinski

### Trama
Casey vuole che Max conosca meglio la sua famiglia, così lo invita a cena.
La sera stessa Derek ha invitato Sally, sperando che si decida a fidanzarsi con lui.

## Un compleanno diverso
- Titolo originale: Not So Sweet 16
- Diretto da: Craig Pryce
- Scritto da: Sarah Glinski

### Trama
Casey è ansiosa per i suoi 16 anni e Derek si offre di organizzarle la festa allo Smelly Nelly.
Ma proprio la sera del suo compleanno, Casey è colpita da appendicite.

## La patente
- Titolo originale: Driving Lessons
- Diretto da: Craig Pryce
- Scritto da: Jeff Biederman

### Trama
Casey è nervosa per l'esame pratico della patente, ma riesce a superarlo.
Derek, invece, lo prende continuamente alla leggera, tanto che lo ha già fallito diverse volte.
- Altri interpreti: Shauna MacDonald (Olga)

## Non fare promesse
- Titolo originale: Make No Prom-ises
- Diretto da: Harvey Crossland
- Scritto da: Bernice Vanderlaan

### Trama
Il ballo scolastico si avvicina e Casey sogna un bel ballo con un bel vestito, ma tutto sembra andarle storto.
Anche Sally vuole andare al ballo e chiede a Derek di accompagnarla.

## Provini
- Titolo originale: Cheerleader Casey
- Diretto da: Craig Pryce
- Scritto da: Matt MacLennan

### Trama
Casey vuole entrare nelle cheerleader ma Amy, capo-cheerleader ed ex-fidanzata di Max, la prende di mira e si oppone al suo ingresso nella squadra.
- Guest star: Megan Park (Amy)
- Altri interpreti: Sarah Slywchuk (Crystal)

## La stagione delle allergie
- Titolo originale: Allergy Season
- Diretto da: David Warry-Smith
- Scritto da: Jeff Biederman

### Trama
Max regala a Casey il suo giubbotto di football ma Casey scopre di essere allergica al materiale con il quale il giubbotto è realizzato.

## La fuga
- Titolo originale: Things That Go Bump in the Night
- Diretto da: Craig Pryce
- Scritto da: Matt MacLennan

### Trama
Derek e Casey litigano a colazione rovesciando una omelette su George che li mette in punizione, il che significa non poter andare ad una festa molto esclusiva alla quale i due ragazzi erano stati invitati.

## Scuola di seduzione
- Titolo originale: Derek's School of Dating
- Diretto da: Craig Pryce
- Scritto da: Matt MacLennan e Alex Pugsley

### Trama
Edwin chiede a Derek di insegnargli ad essere più sciolto con le ragazze.